# Albit
Albit je natrijev alumosilikat s kemijsko formulo NaAlSi3O8,  ki spada v podskupino tektosilikatov in razred živcev. Albit je skrajni (natrijev) člen izomorfne vrste trdnih raztopin plagioklazov. Drugi skrajni (kalcijev) člen vrste je anortit (CaAl2Si2O8). 

## Odkritje in poimenovanje
Albit so prvič opisali leta 1815 na nahajališču v Finnboju na Švedskem. Njegovo ime je nastalo iz latinske besede albus, ki pomeni bel in se nanaša na njegovo značilno belo barvo.

## Značilnosti
Albit kristalizira v triklinskih pinakoidnih kristalih.  Skoraj vedno kristalizira v dvojčkih, pogosto z neznatnimi vzporednimi brazdami na površini kristala. Pogosto se pojavlja v finih vzporednih segregacijah, v katerih se kot rezultat ekssolucije pri ohlajanju izmenjujeta mikroklin in pertit. Njegova barva je običajno bela, specifična teža približno 2,62, trdota pa 6 – 6,5.

## Nahajališča
Albit se pojavlja v granitnih in pegmatitnih masah, v nekaterih hidrotermalnih žilnih depozitih in tvori del značilnih metamorfnih facij zelenega skrilavca za kamnine, ki imajo sicer bazaltno sestavo.